# Christian Gottlob Neefe
Christian Gottlob Neefe (Chemnitz, 5 de febrer de 1748 - Dessau, 28 de gener de 1798) fou un organista, compositor d'òpera i director d'orquestra alemany.
Primerament estudià Dret a Leipzig i després música amb Hiller. El 1776 fou nomenat director de companyia d'actors dramàtics Sailer i més tard organista de palau de Bonn on tingué per deixeble a Beethoven. Va ajudar a Beethoven en la composició d'algunes de les seves primeres obres.
Entre les seves diverses composicions cal citar les òperes Die Apotheke, Amors Guckkasten, Der nee Gutsherr, Heinrich und Lida, Die Einspruck, Zémire und Azor, Adelheit von Veltheim, Die Romr in Deutschland, Sophonisbe, etc.
A més, se li deuen, gran nombre de música religiosa, entre elles, Pater nostre, Deum Unendlichen de Klopstock, i moltes composicions instrumentals.
Algunes de les obres ja citades que va escriure per al teatre es donaren a imprimir arranjades per a piano.